# Giovanni Battista Caracciolo
Giovanni Battista Caracciolo (Napoli, 29 dicembre 1695 – Casamarciano, 6 gennaio 1765) è stato un vescovo cattolico, matematico, filosofo e traduttore italiano.

## Biografia

### I primi anni a Napoli
Nato a Napoli nel 1695, Giovanni Battista era figlio di Lucio Caracciolo, III duca di San Vito, e di sua moglie, Maria Vittoria Castellar dei marchesi di Grumo.
Compì i propri studi presso il collegio San Giuseppe tenuto in città dai teatini che lo indirizzarono alla carriera religiosa che abbracciò dal 1712 nella medesima congregazione, venendo ordinato sacerdote il 17 dicembre 1718. Durante gli anni della su formazione culturale, si dedicò allo studio della logica e delle lingue classiche, appassionandosi in particolar modo agli studi di matematica degli antichi greci, al punto da venire nominato lettore di filosofia presso il seminario napoletano dei teatini.

### Tra Firenze, Pisa e Roma
Nel 1723 venne costretto a lasciare Napoli a seguito della sua prima pubblicazione, un'epistola in esametri sul modello di quelle scritte anticamente da Giovenale dedicata a suo padre, nella quale evidenziava il malcostume della società aristocratica napoletana (Epistola ad patrem Neapolitanae Urbis nobilium mores graphice describens). Si portò quindi dapprima a Firenze dove, protetto dall'ordine, poté ricoprire l'incarico di lettore di filosofia anche al seminario della capitale toscana ove rimase sino al 1730 quando gli venne offerta la cattedra di logica presso l'Università di Pisa.
In questi stessi anni si dedicò anche alla sua passione per le lettere, pubblicando nel 1729 una sua traduzione in endecasillabi sciolti dell'Ifigenia in Aulide e dell'Ifigenia in Tauride di Euripide. Nel 1731, sempre a Firenze, diede alle stampe una sua traduzione delle opere di Gregorio di Nissa dal titolo Sancti Patri Nostri Gregorii episcopi Nyssae epistolae septem, predisponendo anche un'opera agiografica su San Gaetano di Thiene, fondatore della congregazione dei chierici minori, opera che però alla fine non venne pubblicata subito ma vide la luce nel 1738 a Pisa.
Dopo dieci anni a Pisa, passò alla cattedra di algebra universale e si dedicò a opere matematiche come ad esempio il suo De lineis curvis, edito nel 1740 e dedicato a Gian Gastone de' Medici. Durante questo stesso periodo, ebbe modo di incontrare e stringere rapporti d'amicizia col collega professore Bernardo Tanucci, allora titolare della cattedra di giurisprudenza e di diritto naturale nella medesima università. Quest'amicizia gli tornò particolarmente preziosa quando il Tanucci, divenuto primo ministro del Regno di Napoli, fece richiamare il Caracciolo a Napoli e lo creò vescovo di Aversa. Al di la dell'influenza personale del Tanucci in questa scelta, i meriti di Giovanni Battista non erano certo infondati per il raggiungimento della cattedra episcopale: nel 1756 era divenuto procuratore generale dei teatini, per poi divenirne preposito generale nel 1759. Soggiornò per un breve periodo anche a Roma nel 1759 dove diede alle stampe la sua principale opera di matematica dal titolo Geometria algebrica universa quantitatum finitimarum et infinite minimarum tomiduo.

### La nomina a vescovo e gli ultimi anni
Venne quindi nominato vescovo dalla Santa Sede il 16 febbraio 1761 e venne poi consacrato il 22 febbraio successivo a Roma per mano del cardinale Giuseppe Spinelli. Durante il suo episcopato, fu perlopiù assente dalla sua diocesi e delegò all'amministrazione della sua cura d'anime il vicario generale, mons. Lorenzo Potenza, il quale svolse per suo conto una visita pastorale tra il 1763 ed il 1764. Nel 1763, infatti, il Caracciolo si ritirò totalmente dalla vita pubblica, dedicandosi ai propri studi nel monastero dei padri di Monte Vergine a Casamarciano.
Morì a Casamarciano il 6 gennaio 1765, lasciando la sua ricca biblioteca al seminario di Aversa.

## L'attività come matematico

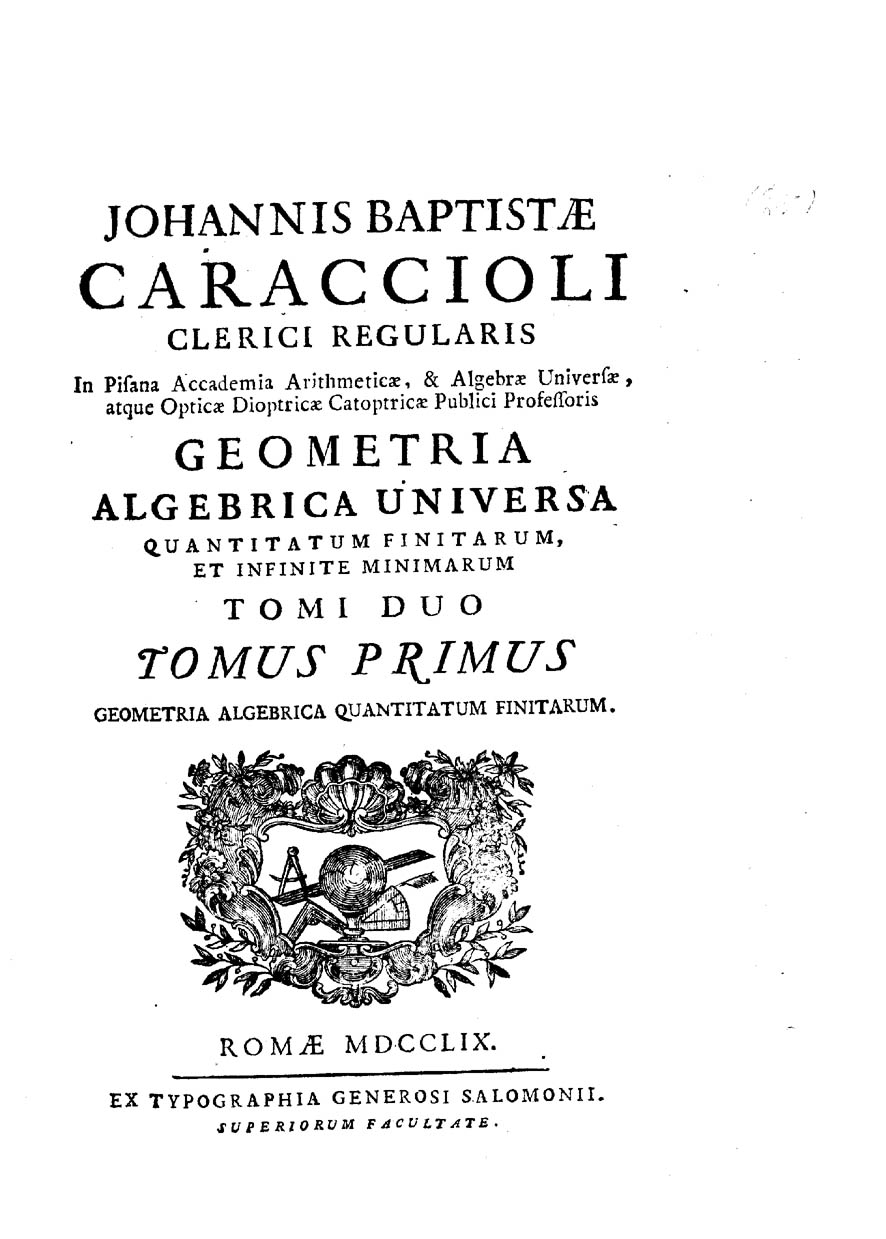
Geometria algebrica universa quantitatum finitarum, et infinite minimarum, 1759

Come matematico, il Caracciolo fu profondamente legato allo stile del mondo greco antico, basato essenzialmente su una geometria intuitiva e sull'uso dei sillogismi. Fu particolarmente legato a Euclide, cercando di trattare la geometria sulla base del calcolo integrale, utilizzando una serie di postulati coi quali "definire l'indiscernibilità di grandezze differenti e da cui dedurre regole di calcolo e teoremi".
Il Caracciolo fu ad ogni modo il primo a rendersi conto dei limiti imposti dalle sue trattazioni.

## Opere
- (LA) Giovanni Battista Caracciolo, De lineis curvis, Pisis, Giovanni Domenico Carotti, 1740. URL consultato il 5 giugno 2015.
- (LA) Giovanni Battista Caracciolo, Geometria algebrica universa quantitatum finitarum, et infinite minimarum. 1, Geometria algebrica quantitatum finitarum, Romae, Giovanni Generoso Salomoni, 1759. URL consultato il 5 giugno 2015.
- (LA) Giovanni Battista Caracciolo, Geometria algebrica universa quantitatum finitarum, et infinite minimarum. 2, Geometria algebrica quantitatum infinite minimarum, Romae, Giovanni Generoso Salomoni, 1759. URL consultato il 5 giugno 2015.

## Genealogia episcopale
La genealogia episcopale è:
- Cardinale Scipione Rebiba
- Cardinale Giulio Antonio Santori
- Cardinale Girolamo Bernerio, O.P.
- Arcivescovo Galeazzo Sanvitale
- Cardinale Ludovico Ludovisi
- Cardinale Luigi Caetani
- Cardinale Ulderico Carpegna
- Cardinale Paluzzo Paluzzi Altieri degli Albertoni
- Cardinale Gaspare Carpegna
- Cardinale Fabrizio Paolucci
- Cardinale Giorgio Spinola
- Cardinale Thomas Philip Wallrad d'Alsace-Boussut de Chimay
- Cardinale Giuseppe Spinelli
- Vescovo Giovanni Battista Caracciolo

## Ascendenza
|                                             |   |                                          | Genitori                                     |  |  | Nonni |  |  | Bisnonni                             |  |  | Trisnonni                                 |  |
|                                             |   |                                          |                                              |  |  |       |  |  | Lucio Caracciolo, I duca di San Vito |  |  | Lelio Caracciolo, I marchese di Torrecuso |  |
|                                             |   |                                          |                                              |  |  |       |  |  | Lucio Caracciolo, I duca di San Vito |  |  | Lelio Caracciolo, I marchese di Torrecuso |  |
|                                             |   | Silvia Caracciolo di Casalbore           |                                              |  |  |       |  |  | Lucio Caracciolo, I duca di San Vito |  |  |                                           |  |
| Lelio Caracciolo, II duca di San Vito       |   |                                          |                                              |  |  |       |  |  | Lucio Caracciolo, I duca di San Vito |  |  |                                           |  |
|                                             |   | Isabella Alessandrina Gonzales           | Giovanni Gonzales                            |  |  |       |  |  |                                      |  |  |                                           |  |
|                                             |   | Isabella Alessandrina Gonzales           | Giovanni Gonzales                            |  |  |       |  |  |                                      |  |  |                                           |  |
|                                             |   | Isabella Alessandrina Gonzales           | Dymphinia de Weerst                          |  |  |       |  |  |                                      |  |  |                                           |  |
| Lucio Caracciolo, III duca di San Vito      |   | Isabella Alessandrina Gonzales           |                                              |  |  |       |  |  |                                      |  |  |                                           |  |
|                                             |   | Mario Capece Piscicelli                  | Giovanni Battista Capece Piscicelli          |  |  |       |  |  |                                      |  |  |                                           |  |
|                                             |   | Mario Capece Piscicelli                  | Giovanni Battista Capece Piscicelli          |  |  |       |  |  |                                      |  |  |                                           |  |
|                                             |   | Mario Capece Piscicelli                  | Ortensia Caracciolo di Montanara             |  |  |       |  |  |                                      |  |  |                                           |  |
| Anna Francesca Capece Piscicelli            |   | Mario Capece Piscicelli                  |                                              |  |  |       |  |  |                                      |  |  |                                           |  |
|                                             |   | Isabella Brancaccio                      | …                                            |  |  |       |  |  |                                      |  |  |                                           |  |
|                                             |   | Isabella Brancaccio                      | …                                            |  |  |       |  |  |                                      |  |  |                                           |  |
|                                             |   | Isabella Brancaccio                      | …                                            |  |  |       |  |  |                                      |  |  |                                           |  |
| Giovanni Battista Caracciolo                |   | Isabella Brancaccio                      |                                              |  |  |       |  |  |                                      |  |  |                                           |  |
|                                             | … | …                                        |                                              |  |  |       |  |  |                                      |  |  |                                           |  |
|                                             | … | …                                        |                                              |  |  |       |  |  |                                      |  |  |                                           |  |
|                                             | … | …                                        |                                              |  |  |       |  |  |                                      |  |  |                                           |  |
| Francesco Castellar, marchese di Grumo      | … |                                          |                                              |  |  |       |  |  |                                      |  |  |                                           |  |
|                                             |   | …                                        | …                                            |  |  |       |  |  |                                      |  |  |                                           |  |
|                                             |   | …                                        | …                                            |  |  |       |  |  |                                      |  |  |                                           |  |
|                                             |   | …                                        | …                                            |  |  |       |  |  |                                      |  |  |                                           |  |
| Maria Vittoria Castellar, marchesa di Grumo |   | …                                        |                                              |  |  |       |  |  |                                      |  |  |                                           |  |
|                                             |   | Geronimo Pisanelli, I marchese di Bonito | Giovanni Angelo Pisanelli, signore di Bonito |  |  |       |  |  |                                      |  |  |                                           |  |
|                                             |   | Geronimo Pisanelli, I marchese di Bonito | Giovanni Angelo Pisanelli, signore di Bonito |  |  |       |  |  |                                      |  |  |                                           |  |
|                                             |   | Geronimo Pisanelli, I marchese di Bonito | Isabella di Bologna                          |  |  |       |  |  |                                      |  |  |                                           |  |
| Lucrezia Pisanelli di Bonito                |   | Geronimo Pisanelli, I marchese di Bonito |                                              |  |  |       |  |  |                                      |  |  |                                           |  |
|                                             |   | Vittoria Caracciolo di Melfi             | Francesco Caracciolo di Melfi                |  |  |       |  |  |                                      |  |  |                                           |  |
|                                             |   | Vittoria Caracciolo di Melfi             | Francesco Caracciolo di Melfi                |  |  |       |  |  |                                      |  |  |                                           |  |
|                                             |   | Vittoria Caracciolo di Melfi             | Lucrezia Capano                              |  |  |       |  |  |                                      |  |  |                                           |  |
|                                             |   | Vittoria Caracciolo di Melfi             |                                              |  |  |       |  |  |                                      |  |  |                                           |  |